# Sterling Morrison
Holmes Sterling Morrison, Jr (East Meadow, 29 de agosto de 1942 - Poughkeepsie, 30 de agosto de 1995) fue un músico estadounidense miembro fundador de la banda The Velvet Underground. Tras la separación de la banda, Lou Reed le propuso fundar un grupo que finalmente nunca llegó a existir. En 1990 Sterling Morrison tocó de nuevo junto a sus compañeros de The Velvet Underground.

## Biografía

### Primeros años
Sterling Morrison nació el 29 de agosto de 1942 en East Meadow, un núcleo urbano perteneciente al municipio de Hempstead (Nueva York), del matrimonio formado por William y Anne Morrison. Sus padres se divorciaron cuando aún era niño, y su madre volvió a casarse tomando el apellido Hardern.
Buen estudiante, cursó enseñanza secundaria en los centros de Wisdom Lane —por donde pasaría también su futura compañera en The Velvet Underground, Maureen «Moe» Tucker— y Division Avenue, ambos en Levittown, graduándose en 1960. Y, como afirmaría más tarde,

«Me gradué en el instituto con excelentes calificaciones acompañadas de una baja estima por casi todo excepto por la música»

Como muchos otros jóvenes procedentes de Long Island, se matriculó en la exclusiva Universidad de Siracusa, especializándose en lengua inglesa. Allí coincidió con Lou Reed, con el que compartía aficiones musicales, interpretando versiones de rhythm and blues. Aunque sólo Reed se graduó, ambos abandonaron la universidad en 1964 para dedicarse a la música, aunque siguiendo caminos distintos. Volverían a reencontrarse en 1965, cuando ya Lou Reed había decidido formar un grupo e invitó a Morrison a unirse a él.

### Con The Velvet Underground
Aunque su puesto era el de guitarrista, se hizo cargo del bajo eléctrico en varias canciones de los dos primeros álbumes de The Velvet Underground —The Velvet Underground and Nico (1967) y White Light/White Heat (1968)— cuando John Cale, bajista oficial del grupo, tocaba la viola o los teclados. Dentro del grupo no estaban establecidos los papeles de guitarra solista y guitarra rítmica, que Sterling Morrison y Lou Reed desempeñaban indistintamente. Sin embargo este último admiraba los «apasionados» solos de aquel y, cuando en 1968 John Cale abandonó el grupo, Morrison fue paulatinamente haciéndose cargo de la guitarra solista mientras Reed se centraba en la guitarra rítmica y la voz.
En 1971, luego de las presentaciones de Loaded, Morrison abandonó la banda mientras que Reed se retiró en agosto del año anterior, aunque solo Reed continuaría con la música y Morrison se dedicaría a ser maestro de inglés.
En 1990, con la reunión de The Velvet Underground, Morrison propuso también invitar a Doug Yule a la gira, pero John Cale y Lou Reed optaron por no invitarlo.
Durante los noventa, Morrison formó parte de la banda de la baterista Moe Tucker y participó de algunos shows de John Cale y fue invitado a tocar con la banda neoyorquína Luna en su álbum Bewitched.

## Muerte
Sterling Morrison falleció en su casa de Nueva York, un día después de su cumpleaños número 53 y tras una larga lucha contra una enfermedad conocida como linfoma Hodgkin, un cáncer del sistema linfático.
Tras su fallecimiento, The Velvet Underground se reunió por última vez en 1996 para homenajearlo, y luego en marzo de 2001 John Cale realizó un show tributo a Morrison junto a Alejandro Escovedo.

## Estilo e influencias
Desde sus primeros años se vio influido por los discos de los guitarristas Chuck Berry y, sobre todo, Bo Diddley.
El estilo característico de Morrison ha sido de gran influencia para otros guitarristas de su generación, entre ellos Fred "Sonic" Smith del grupo MC5, Ron Asheton del grupo The Stooges, Bernard Sumner de Joy Division y New Order y Dean Wareham de Galaxie 500, cuya canción Tugboat está dedicada a Sterling.

## Discografía

### Con The Velvet Underground
- The Velvet Underground and Nico (1967)
- White Light/White Heat (1968)
- The Velvet Underground (1969)
- Loaded (1970)
- Live at Max's Kansas City (1972)
- Live MCMXCIII (1993)

### Con Nico
- Chelsea Girl (1967)

### Con John Cale
- Antartida (1995)

### Con Luna
- Bewitched (1994)

### Con Moe Tucker
- I Spent a Week There the Other Night (1991)
- Oh No, They're Recording This Show (1992)
- Dogs Under Stress (1994)

### Libros
- Ignacio Juliá, 1986. Feed-Back - La leyenda de los Velvet Underground. Ruta 66, Barcelona, ISBN 39-580-86

### Revistas
- Sterling Morrison: La memoria de Velvet Underground. Ruta 66, n.º 7 (mayo de 1986), p.7.
- Sterling Morrison:Nunca digas nunca jamás. Ruta 66, nº78 (noviembre de 1992), p.25.
- Sterling Morrison/New York art-guitar. ¿Qué pasa con el cuarto acorde?. Ruta 66, nº174 (julio/agosto de 2001), p.76.
- Sterling, pour qui Morrison le glas. Libération, nº4445 (septiembre de 1995)